# Bysina
Bysina est un village polonais de la gmina de Myślenice dans le powiat de Myślenice et dans la voïvodie de Petite-Pologne. Il se situe à environ 3 km à l'ouest de Myślenice et à 26 km au sud de la capitale régionale Cracovie.